# Cargolet pitgrís
El cargolet pitgrís (Henicorhina leucophrys) és un ocell de la família dels troglodítids (Troglodytidae). Habita el sotabosc de la selva pluvial, clarianes i matollars als turons i muntanyes, des del sud-oest de Jalisco, Michoacán, est de l'estat de San Luis Potosí, l'estat d'Hidalgo, Puebla i centre de Veracruz, cap al sud, al llarg de l'estat d'Oaxaca, Chiapas i Guatemala fins a El Salvador i Hondures. Costa Rica, Panamà, i des de Colòmbia i oest i nord de Veneçuela, cap al sud, al llarg dels Andes al vessant occidental fins a l'oest de l'Equador i al vessant oriental des de l'est de l'Equador i est del Perú fins al centre de Bolívia.